# Liste des anciennes communes de la Gironde
Cette page a pour objectif de retracer toutes les modifications communales dans le département de la Gironde : les anciennes communes qui ont existé depuis la Révolution française, ainsi que les créations, les modifications officielles de nom, ainsi que les échanges de territoires entre communes.
Le nombre de communes est resté relativement stable dans le département de la Gironde. Passée la vague des regroupements des petites communes créées à la Révolution, de 589 communes en 1800, le nombre de communes s'est stabilisé autour de 540 à 550 communes. Quelques créations ont vu le jour au XIXe siècle (à l'image d'Arcachon). Mais ce qui marque, c'est le peu d'entrain saisi par les municipalités pour se regrouper à la suite de la loi Marcellin dans les années 1970 ou à la suite de l'adoption de la loi NOTRe plus récemment. Aujourd'hui le département compte 534 communes (au 1er janvier 2025).

## Fusions
| Nom de la nouvelle commune    | Communes réunies                        | Régime                                                        | Date (et nature) de la décision                    | Date d'effet                 |
| ----------------------------- | --------------------------------------- | ------------------------------------------------------------- | -------------------------------------------------- | ---------------------------- |
| Porte-de-Benauge              | Porte-de-Benauge                        | commune nouvelle (SANS communes déléguées)                    | 25 novembre 2024 (Arrêté)                          | 1er janvier 2025             |
| Porte-de-Benauge              | Saint-Genis-du-Bois                     | commune nouvelle (SANS communes déléguées)                    | 25 novembre 2024 (Arrêté)                          | 1er janvier 2025             |
| Blaignan-Prignac              | Blaignan                                | commune nouvelle (SANS communes déléguées depuis le 1-1-2021) | 1er octobre 2018 (Arrêté)                          | 1er janvier 2019             |
| Blaignan-Prignac              | Prignac-en-Médoc                        | commune nouvelle (SANS communes déléguées depuis le 1-1-2021) | 1er octobre 2018 (Arrêté)                          | 1er janvier 2019             |
| Val-de-Livenne                | Saint-Caprais-de-Blaye                  | commune nouvelle (avec communes déléguées)                    | 1er octobre 2018 (Arrêté)                          | 1er janvier 2019             |
| Val-de-Livenne                | Marcillac                               | commune nouvelle (avec communes déléguées)                    | 1er octobre 2018 (Arrêté)                          | 1er janvier 2019             |
| Porte-de-Benauge              | Arbis                                   | commune nouvelle (SANS communes déléguées)                    | 28 septembre 2018 (Arrêté)                         | 1er janvier 2019             |
| Porte-de-Benauge              | Cantois                                 | commune nouvelle (SANS communes déléguées)                    | 28 septembre 2018 (Arrêté)                         | 1er janvier 2019             |
| Margaux-Cantenac              | Margaux                                 | commune nouvelle (SANS communes déléguées depuis le 1-1-2020) | 17 novembre 2016 (Arrêté)                          | 1er janvier 2017             |
| Margaux-Cantenac              | Cantenac                                | commune nouvelle (SANS communes déléguées depuis le 1-1-2020) | 17 novembre 2016 (Arrêté)                          | 1er janvier 2017             |
| Castets et Castillon          | Castets-en-Dorthe                       | commune nouvelle (avec communes déléguées)                    | 1er août 2016 (Arrêté)                             | 1er janvier 2017             |
| Castets et Castillon          | Castillon-de-Castets                    | commune nouvelle (avec communes déléguées)                    | 1er août 2016 (Arrêté)                             | 1er janvier 2017             |
| Val de Virvée                 | Aubie-et-Espessas                       | commune nouvelle (avec communes déléguées)                    | 11 décembre 2015 (Arrêté)                          | 1er janvier 2016             |
| Val de Virvée                 | Saint-Antoine                           | commune nouvelle (avec communes déléguées)                    | 11 décembre 2015 (Arrêté)                          | 1er janvier 2016             |
| Val de Virvée                 | Salignac                                | commune nouvelle (avec communes déléguées)                    | 11 décembre 2015 (Arrêté)                          | 1er janvier 2016             |
| Puisseguin                    | Puisseguin                              | fusion simple                                                 | 10 novembre 1988 (Arrêté) 19 janvier 1989 (Arrêté) | 1er janvier 1989             |
| Puisseguin                    | Monbadon                                | fusion simple                                                 | 10 novembre 1988 (Arrêté) 19 janvier 1989 (Arrêté) | 1er janvier 1989             |
| Belin-Béliet                  | Belin                                   | fusion simple                                                 | 7 août 1974 (Arrêté)                               | 1er septembre 1974           |
| Belin-Béliet                  | Béliet                                  | fusion simple                                                 | 7 août 1974 (Arrêté)                               | 1er septembre 1974           |
| Pugnac                        | Pugnac                                  | fusion simple                                                 | 17 juin 1974 (Décret)                              | 1er juillet 1974             |
| Pugnac                        | Lafosse                                 | fusion simple                                                 | 17 juin 1974 (Décret)                              | 1er juillet 1974             |
| Montagne                      | Montagne                                | fusion simple                                                 | 2 février 1973 (Arrêté)                            | 1er mars 1973                |
| Montagne                      | Parsac                                  | fusion simple                                                 | 2 février 1973 (Arrêté)                            | 1er mars 1973                |
| Montagne                      | Saint-Georges                           | fusion simple                                                 | 2 février 1973 (Arrêté)                            | 1er mars 1973                |
| Saint-Avit-Saint-Nazaire      | Saint-Avit-du-Moiron                    | fusion simple                                                 | 24 janvier 1973 (Arrêté)                           | 1er mars 1973                |
| Saint-Avit-Saint-Nazaire      | Saint-Nazaire                           | fusion simple                                                 | 24 janvier 1973 (Arrêté)                           | 1er mars 1973                |
| Frontenac                     | Frontenac                               | fusion                                                        | 10 juin 1965 (Décret)                              | 13 juin 1965                 |
| Frontenac                     | Sallebruneau                            | fusion                                                        | 10 juin 1965 (Décret)                              | 13 juin 1965                 |
| Sauveterre-de-Guyenne         | Sauveterre-de-Guyenne                   | fusion                                                        | 23 avril 1965 (Arrêté)                             | 1er mai 1965                 |
| Sauveterre-de-Guyenne         | Le Puch                                 | fusion                                                        | 23 avril 1965 (Arrêté)                             | 1er mai 1965                 |
| Sauveterre-de-Guyenne         | Saint-Léger-de-Vignague                 | fusion                                                        | 23 avril 1965 (Arrêté)                             | 1er mai 1965                 |
| Sauveterre-de-Guyenne         | Saint-Romain-de-Vignague                | fusion                                                        | 23 avril 1965 (Arrêté)                             | 1er mai 1965                 |
| Mongauzy                      | Mongauzy                                | fusion                                                        | 9 février 1965 (Arrêté)                            | 28 février 1965              |
| Mongauzy                      | Saint-André-du-Garn                     | fusion                                                        | 9 février 1965 (Arrêté)                            | 28 février 1965              |
| Bordeaux                      | Bordeaux                                | fusion                                                        | 3 février 1965 (Arrêté)                            | 22 février 1965              |
| Bordeaux                      | Caudéran                                | fusion                                                        | 3 février 1965 (Arrêté)                            | 22 février 1965              |
| Prignac-et-Marcamps           | Prignac-et-Cazelles                     | fusion                                                        | 17 juin 1964 (Arrêté)                              | 27 février 1965              |
| Prignac-et-Marcamps           | Marcamps                                | fusion                                                        | 17 juin 1964 (Arrêté)                              | 27 février 1965              |
| Mourens                       | Mourens                                 | fusion                                                        | 11 février 1857 (Ordonnance)                       | 11 février 1857 (Ordonnance) |
| Mourens                       | Montpezat                               | fusion                                                        | 11 février 1857 (Ordonnance)                       | 11 février 1857 (Ordonnance) |
| Lesparre                      | Lesparre                                | fusion                                                        | 5 mai 1855 (Loi)                                   | 5 mai 1855 (Loi)             |
| Lesparre                      | Saint-Trélody                           | fusion                                                        | 5 mai 1855 (Loi)                                   | 5 mai 1855 (Loi)             |
| Saint-Félix-de-Foncaude       | Saint-Félix-de-Pommiers                 | fusion                                                        | 21 juillet 1848 (Arrêté)                           | 21 juillet 1848 (Arrêté)     |
| Saint-Félix-de-Foncaude       | Foncaude                                | fusion                                                        | 21 juillet 1848 (Arrêté)                           | 21 juillet 1848 (Arrêté)     |
| Saint-Laurent-et-Benon        | Saint-Laurent-de-Médoc                  | fusion                                                        | 1821                                               | 1821                         |
| Saint-Laurent-et-Benon        | Benon                                   | fusion                                                        | 1821                                               | 1821                         |
| Saint-Trélody                 | Saint-Trélody                           | fusion                                                        | 1818                                               | 1818                         |
| Saint-Trélody                 | Potensac (rattaché à Ordonnac en 1845)  | fusion                                                        | 1818                                               | 1818                         |
| Captieux                      | Captieux                                | fusion                                                        | 1817                                               | 1817                         |
| Captieux                      | Escaudes (commune rétablie en 1836)     | fusion                                                        | 1817                                               | 1817                         |
| Blaye-et-Sainte-Luce          | Blaye                                   | fusion                                                        | 9 juillet 1817 (Ordonnance)                        | 9 juillet 1817 (Ordonnance)  |
| Blaye-et-Sainte-Luce          | Sainte-Luce                             | fusion                                                        | 9 juillet 1817 (Ordonnance)                        | 9 juillet 1817 (Ordonnance)  |
| Ambarès-et-Lagrave            | Ambarès                                 | fusion                                                        | 26 février 1817 (Ordonnance)                       | 26 février 1817 (Ordonnance) |
| Ambarès-et-Lagrave            | Lagrave                                 | fusion                                                        | 26 février 1817 (Ordonnance)                       | 26 février 1817 (Ordonnance) |
| Petit-Palais-et-Cornemps      | Petit-Palais                            | fusion                                                        | 21 mars 1816 (Ordonnance)                          | 21 mars 1816 (Ordonnance)    |
| Petit-Palais-et-Cornemps      | Cornemps                                | fusion                                                        | 21 mars 1816 (Ordonnance)                          | 21 mars 1816 (Ordonnance)    |
| Aubie-et-Espessas             | Aubie                                   | fusion                                                        | 1813                                               | 1813                         |
| Aubie-et-Espessas             | Espessas                                | fusion                                                        | 1813                                               | 1813                         |
| Sallebruneau                  | Sallebruneau                            | fusion                                                        | 5 avril 1813 (Ordonnance)                          | 5 avril 1813 (Ordonnance)    |
| Sallebruneau                  | Sainte-Présentine                       | fusion                                                        | 5 avril 1813 (Ordonnance)                          | 5 avril 1813 (Ordonnance)    |
| Saint-Michel                  | Saint-Michel                            | fusion                                                        | 15 juin 1812 (Ordonnance)                          | 15 juin 1812 (Ordonnance)    |
| Saint-Michel                  | Lapujade                                | fusion                                                        | 15 juin 1812 (Ordonnance)                          | 15 juin 1812 (Ordonnance)    |
| Saint-Sulpice-et-Cameyrac     | Saint-Sulpice                           | fusion                                                        | 15 juin 1812 (Ordonnance)                          | 15 juin 1812 (Ordonnance)    |
| Saint-Sulpice-et-Cameyrac     | Cameyrac                                | fusion                                                        | 15 juin 1812 (Ordonnance)                          | 15 juin 1812 (Ordonnance)    |
| Cabanac-et-Villagrains        | Cabanac                                 | fusion                                                        | 1811                                               | 1811                         |
| Cabanac-et-Villagrains        | Villagrains                             | fusion                                                        | 1811                                               | 1811                         |
| Castillon-et-Capitourlan      | Castillon                               | fusion                                                        | 1811                                               | 1811                         |
| Castillon-et-Capitourlan      | Capitourlan                             | fusion                                                        | 1811                                               | 1811                         |
| Les Églisottes-et-Chalaures   | Les Églisottes                          | fusion                                                        | 1811                                               | 1811                         |
| Les Églisottes-et-Chalaures   | Chalaures                               | fusion                                                        | 1811                                               | 1811                         |
| Lugon-et-l'Île-du-Carnay      | Lugon                                   | fusion                                                        | 1805                                               | 1805                         |
| Lugon-et-l'Île-du-Carnay      | L'Isle-de-Carnay                        | fusion                                                        | 1805                                               | 1805                         |
| Les Lèves-et-Thoumeyragues    | Les Lèves                               | fusion                                                        | 1802 (An IX)                                       | 1802 (An IX)                 |
| Les Lèves-et-Thoumeyragues    | Thoumeyragues                           | fusion                                                        | 1802 (An IX)                                       | 1802 (An IX)                 |
| Bassens-Carbon-Blanc          | Bassens                                 | fusion                                                        | 1801 (An VIII)                                     | 1801 (An VIII)               |
| Bassens-Carbon-Blanc          | Carbon-Blanc (commune rétablie en 1853) | fusion                                                        | 1801 (An VIII)                                     | 1801 (An VIII)               |
| Beychac-et-Caillau            | Beychac                                 | fusion                                                        | 1801 (An VIII)                                     | 1801 (An VIII)               |
| Beychac-et-Caillau            | Caillau                                 | fusion                                                        | 1801 (An VIII)                                     | 1801 (An VIII)               |
| Blasimon                      | Blasimon                                | fusion                                                        | 1801 (An VIII)                                     | 1801 (An VIII)               |
| Blasimon                      | Cazevert                                | fusion                                                        | 1801 (An VIII)                                     | 1801 (An VIII)               |
| Blasimon                      | Piis                                    | fusion                                                        | 1801 (An VIII)                                     | 1801 (An VIII)               |
| Blasimon                      | La Veyrie                               | fusion                                                        | 1801 (An VIII)                                     | 1801 (An VIII)               |
| Bourg                         | Bourg                                   | fusion                                                        | 1801 (An VIII)                                     | 1801 (An VIII)               |
| Bourg                         | La Libarde                              | fusion                                                        | 1801 (An VIII)                                     | 1801 (An VIII)               |
| Braud-et-Saint-Louis          | Braud                                   | fusion                                                        | 1801 (An VIII)                                     | 1801 (An VIII)               |
| Braud-et-Saint-Louis          | Saint-Louis                             | fusion                                                        | 1801 (An VIII)                                     | 1801 (An VIII)               |
| Camblanes-et-Meynac           | Camblanes                               | fusion                                                        | 1801 (An VIII)                                     | 1801 (An VIII)               |
| Camblanes-et-Meynac           | Meynac                                  | fusion                                                        | 1801 (An VIII)                                     | 1801 (An VIII)               |
| Camiac-et-Saint-Denis         | Camiac                                  | fusion                                                        | 1801 (An VIII)                                     | 1801 (An VIII)               |
| Camiac-et-Saint-Denis         | Saint-Denis                             | fusion                                                        | 1801 (An VIII)                                     | 1801 (An VIII)               |
| Galgon-et-Queyrac             | Galgon                                  | fusion                                                        | 1801 (An VIII)                                     | 1801 (An VIII)               |
| Galgon-et-Queyrac             | Queyrac                                 | fusion                                                        | 1801 (An VIII)                                     | 1801 (An VIII)               |
| Gardegan-et-Tourtirac         | Gardegan                                | fusion                                                        | 1801 (An VIII)                                     | 1801 (An VIII)               |
| Gardegan-et-Tourtirac         | Tourtirac                               | fusion                                                        | 1801 (An VIII)                                     | 1801 (An VIII)               |
| Grayan-et-l'Hôpital           | Grayan                                  | fusion                                                        | 1801 (An VIII)                                     | 1801 (An VIII)               |
| Grayan-et-l'Hôpital           | L'Hôpital                               | fusion                                                        | 1801 (An VIII)                                     | 1801 (An VIII)               |
| Jau-Dignac-et-Loirac          | Jau                                     | fusion                                                        | 1801 (An VIII)                                     | 1801 (An VIII)               |
| Jau-Dignac-et-Loirac          | Dignac                                  | fusion                                                        | 1801 (An VIII)                                     | 1801 (An VIII)               |
| Jau-Dignac-et-Loirac          | Loirac                                  | fusion                                                        | 1801 (An VIII)                                     | 1801 (An VIII)               |
| Landiras                      | Landiras                                | fusion                                                        | 1801 (An VIII)                                     | 1801 (An VIII)               |
| Landiras                      | Guillos (commune rétablie en 1850)      | fusion                                                        | 1801 (An VIII)                                     | 1801 (An VIII)               |
| Lesparre                      | Lesparre                                | fusion                                                        | 1801 (An VIII)                                     | 1801 (An VIII)               |
| Lesparre                      | Uch                                     | fusion                                                        | 1801 (An VIII)                                     | 1801 (An VIII)               |
| Massugas                      | Massugas                                | fusion                                                        | 1801 (An VIII)                                     | 1801 (An VIII)               |
| Massugas                      | Saint-Martin-de-Servole                 | fusion                                                        | 1801 (An VIII)                                     | 1801 (An VIII)               |
| Mouliets-et-Villemartin       | Mouliets                                | fusion                                                        | 1801 (An VIII)                                     | 1801 (An VIII)               |
| Mouliets-et-Villemartin       | Villemartin                             | fusion                                                        | 1801 (An VIII)                                     | 1801 (An VIII)               |
| Naujan-et-Postiac             | Naujan                                  | fusion                                                        | 1801 (An VIII)                                     | 1801 (An VIII)               |
| Naujan-et-Postiac             | Postiac                                 | fusion                                                        | 1801 (An VIII)                                     | 1801 (An VIII)               |
| Pellegrue                     | Pellegrue                               | fusion                                                        | 1801 (An VIII)                                     | 1801 (An VIII)               |
| Pellegrue                     | Genas                                   | fusion                                                        | 1801 (An VIII)                                     | 1801 (An VIII)               |
| Pellegrue                     | La Reyre                                | fusion                                                        | 1801 (An VIII)                                     | 1801 (An VIII)               |
| Pellegrue                     | Saint-Laurent (canton de Pellegrue)     | fusion                                                        | 1801 (An VIII)                                     | 1801 (An VIII)               |
| Pellegrue                     | Vignoles                                | fusion                                                        | 1801 (An VIII)                                     | 1801 (An VIII)               |
| Prignac-et-Cazelles           | Prignac                                 | fusion                                                        | 1801 (An VIII)                                     | 1801 (An VIII)               |
| Prignac-et-Cazelles           | Cazelles                                | fusion                                                        | 1801 (An VIII)                                     | 1801 (An VIII)               |
| Saint-André-et-Appelles       | Saint-André-de-Capbeauze                | fusion                                                        | 1801 (An VIII)                                     | 1801 (An VIII)               |
| Saint-André-et-Appelles       | Appelles                                | fusion                                                        | 1801 (An VIII)                                     | 1801 (An VIII)               |
| Saint-Antoine-du-Queyret      | Saint-Antoine-du-Queyret                | fusion                                                        | 1801 (An VIII)                                     | 1801 (An VIII)               |
| Saint-Antoine-du-Queyret      | Boufiague                               | fusion                                                        | 1801 (An VIII)                                     | 1801 (An VIII)               |
| Saint-Christoly-et-Couquèques | Saint-Christoly                         | fusion                                                        | 1801 (An VIII)                                     | 1801 (An VIII)               |
| Saint-Christoly-et-Couquèques | Couquèques (commune rétablie en 1895)   | fusion                                                        | 1801 (An VIII)                                     | 1801 (An VIII)               |
| Saint-Ciers-Lalande           | Saint-Ciers-Lalande                     | fusion                                                        | 1801 (An VIII)                                     | 1801 (An VIII)               |
| Saint-Ciers-Lalande           | Saint-Simon                             | fusion                                                        | 1801 (An VIII)                                     | 1801 (An VIII)               |
| Saint-Émilion                 | Saint-Émilion                           | fusion                                                        | 1801 (An VIII)                                     | 1801 (An VIII)               |
| Saint-Émilion                 | Saint-Martin-de-Mazerat                 | fusion                                                        | 1801 (An VIII)                                     | 1801 (An VIII)               |
| Saint-Ferme                   | Saint-Ferme                             | fusion                                                        | 1801 (An VIII)                                     | 1801 (An VIII)               |
| Saint-Ferme                   | Les Gentis                              | fusion                                                        | 1801 (An VIII)                                     | 1801 (An VIII)               |
| Saint-Louis-de-Montferrand    | Saint-Louis                             | fusion                                                        | 1801 (An VIII)                                     | 1801 (An VIII)               |
| Saint-Louis-de-Montferrand    | Montferrand                             | fusion                                                        | 1801 (An VIII)                                     | 1801 (An VIII)               |
| Saint-Philippe-d'Aiguille     | Saint-Philippe-d'Aiguille               | fusion                                                        | 1801 (An VIII)                                     | 1801 (An VIII)               |
| Saint-Philippe-d'Aiguille     | Les Salles (commune rétablie en 1830)   | fusion                                                        | 1801 (An VIII)                                     | 1801 (An VIII)               |
| Targon                        | Targon                                  | fusion                                                        | 1795 (An III)                                      | 1795 (An III)                |
| Targon                        | Montarouch                              | fusion                                                        | 1795 (An III)                                      | 1795 (An III)                |
| Targon                        | Toutigeac                               | fusion                                                        | 1795 (An III)                                      | 1795 (An III)                |
| Aubiac-et-Verdelais           | Aubiac (canton de Saint-Macaire)        | fusion                                                        | 1790-1794                                          | 1790-1794                    |
| Aubiac-et-Verdelais           | Verdelais                               | fusion                                                        | 1790-1794                                          | 1790-1794                    |
| Castets                       | Castets                                 | fusion                                                        | 1790-1794                                          | 1790-1794                    |
| Castets                       | Mazerac                                 | fusion                                                        | 1790-1794                                          | 1790-1794                    |
| Fossès-et-Baleyssac           | Fossès                                  | fusion                                                        | 1790-1794                                          | 1790-1794                    |
| Fossès-et-Baleyssac           | Baleyssac                               | fusion                                                        | 1790-1794                                          | 1790-1794                    |
| Lamothe-Landerron             | Lamothe-Landerron                       | fusion                                                        | 1790-1794                                          | 1790-1794                    |
| Lamothe-Landerron             | Saint-Albert                            | fusion                                                        | 1790-1794                                          | 1790-1794                    |
| Monségur                      | Monségur                                | fusion                                                        | 1790-1794                                          | 1790-1794                    |
| Monségur                      | Audrand                                 | fusion                                                        | 1790-1794                                          | 1790-1794                    |
| Monségur                      | Montignac (canton de Monségur)          | fusion                                                        | 1790-1794                                          | 1790-1794                    |
| Pauillac                      | Pauillac                                | fusion                                                        | 1790-1794                                          | 1790-1794                    |
| Pauillac                      | Saint-Lambert                           | fusion                                                        | 1790-1794                                          | 1790-1794                    |
| Riocaud                       | Riocaud                                 | fusion                                                        | 1790-1794                                          | 1790-1794                    |
| Riocaud                       | Sainte-Croix-des-Égrons                 | fusion                                                        | 1790-1794                                          | 1790-1794                    |
| Saint-Antoine-du-Queyret      | Saint-Antoine-du-Queyret                | fusion                                                        | 1790-1794                                          | 1790-1794                    |
| Saint-Antoine-du-Queyret      | Saint-Jean-de-Pouillac                  | fusion                                                        | 1790-1794                                          | 1790-1794                    |
| Saint-Estèphe                 | Saint-Estèphe                           | fusion                                                        | 1790-1794                                          | 1790-1794                    |
| Saint-Estèphe                 | Le Mignot                               | fusion                                                        | 1790-1794                                          | 1790-1794                    |
| Saint-Germain-d'Esteuil       | Saint-Germain-d'Esteuil                 | fusion                                                        | 1790-1794                                          | 1790-1794                    |
| Saint-Germain-d'Esteuil       | Boyentran                               | fusion                                                        | 1790-1794                                          | 1790-1794                    |
| Saint-Seurin-de-Cadourne      | Saint-Seurin-de-Cadourne                | fusion                                                        | 1790-1794                                          | 1790-1794                    |
| Saint-Seurin-de-Cadourne      | Cadourne                                | fusion                                                        | 1790-1794                                          | 1790-1794                    |
| Saint-Sulpice-de-Pommiers     | Saint-Sulpice-de-Pommiers               | fusion                                                        | 1790-1794                                          | 1790-1794                    |
| Saint-Sulpice-de-Pommiers     | Buch                                    | fusion                                                        | 1790-1794                                          | 1790-1794                    |

## Créations et rétablissements
| Nom de la commune créée | Commune affectée              | Mode de création                             | Date (et nature) de la décision | Date d'effet              |
| ----------------------- | ----------------------------- | -------------------------------------------- | ------------------------------- | ------------------------- |
| Marcheprime             | Biganos                       | Démembrement                                 | 10 octobre 1946 (Arrêté)        | 1er novembre 1946         |
| Marcheprime             | Mios                          | Démembrement                                 | 10 octobre 1946 (Arrêté)        | 1er novembre 1946         |
| Marcheprime             | Audenge                       | Démembrement                                 | 10 octobre 1946 (Arrêté)        | 1er novembre 1946         |
| Marcheprime             | Cestas                        | Démembrement                                 | 10 octobre 1946 (Arrêté)        | 1er novembre 1946         |
| Couquèques              | Saint-Christoly-et-Couquèques | Démembrement et suppression (rétablissement) | 16 avril 1895 (Loi) ,           | 16 avril 1895 (Loi) ,     |
| Saint-Christoly         | Saint-Christoly-et-Couquèques | Démembrement et suppression (rétablissement) | 16 avril 1895 (Loi) ,           | 16 avril 1895 (Loi) ,     |
| Saint-Yzan-de-Soudiac   | Saint-Mariens                 | Démembrement                                 | 20 juillet 1889 (Loi)           | 20 juillet 1889 (Loi)     |
| Saint-Yzan-de-Soudiac   | Saint-Savin                   | Démembrement                                 | 20 juillet 1889 (Loi)           | 20 juillet 1889 (Loi)     |
| Le Verdon               | Soulac                        | Démembrement                                 | 11 juillet 1874 (Décret)        | 11 juillet 1874 (Décret)  |
| Les Artigues            | Lussac                        | Démembrement                                 | 14 août 1869 (Décret)           | 14 août 1869 (Décret)     |
| Les Artigues            | Montagne                      | Démembrement                                 | 14 août 1869 (Décret)           | 14 août 1869 (Décret)     |
| Le Haillan              | Eysines                       | Démembrement                                 | 9 mars 1867 (Décret)            | 9 mars 1867 (Décret)      |
| Naujac                  | Gaillan                       | Démembrement                                 | 28 juin 1865 (Ordonnance)       | 28 juin 1865 (Ordonnance) |
| Naujac                  | Hourtin                       | Démembrement                                 | 28 juin 1865 (Ordonnance)       | 28 juin 1865 (Ordonnance) |
| Naujac                  | Lesparre                      | Démembrement                                 | 28 juin 1865 (Ordonnance)       | 28 juin 1865 (Ordonnance) |
| Naujac                  | Vendays                       | Démembrement                                 | 28 juin 1865 (Ordonnance)       | 28 juin 1865 (Ordonnance) |
| Louchats                | Hostens                       | Démembrement                                 | 4 mars 1863 (Loi)               | 4 mars 1863 (Loi)         |
| Cazalis                 | Préchac                       | Démembrement                                 | 20 juin 1857 (Décret)           | 20 juin 1857 (Décret)     |
| Arcachon                | La Teste                      | Démembrement                                 | 2 mai 1857 (Décret)             | 2 mai 1857 (Décret)       |
| Bassens                 | Bassens-Carbon-Blanc          | Démembrement et suppression (rétablissement) | 23 avril 1853 (Loi)             | 23 avril 1853 (Loi)       |
| Carbon-Blanc            | Bassens-Carbon-Blanc          | Démembrement et suppression (rétablissement) | 23 avril 1853 (Loi)             | 23 avril 1853 (Loi)       |
| Sigalens                | Aillas                        | Démembrement                                 | 3 février 1851 (Loi)            | 3 février 1851 (Loi)      |
| Sigalens                | Grignols                      | Démembrement                                 | 3 février 1851 (Loi)            | 3 février 1851 (Loi)      |
| Arès                    | Andernos                      | Démembrement                                 | 29 janvier 1851 (Loi)           | 29 janvier 1851 (Loi)     |
| Guillos                 | Landiras                      | Démembrement (rétablissement)                | 25 février 1850 (Loi)           | 25 février 1850 (Loi)     |
| Escaudes                | Captieux                      | Démembrement (rétablissement)                | 1836                            | 1836                      |
| Les Salles              | Saint-Philippe-d'Aiguille     | Démembrement (rétablissement)                | 1830                            | 1830                      |
| Labescau                | Aillas                        | Démembrement                                 | 1795 (an III)                   | 1795 (an III)             |
| Asques                  | Saint-Romain-la-Virvée        | Démembrement                                 | 1791                            | 1791                      |
| La Roquille             | Ligueux                       | Démembrement                                 | 1791                            | 1791                      |
| Civrac                  | Saint-Pey-de-Castets          | Démembrement                                 | 1790                            | 1790                      |
| Coubeyrac               | Gensac                        | Démembrement                                 | 1790                            | 1790                      |

## Modifications de nom officiel
| Ancien nom                | Nouveau nom               | Date (et nature) de la décision |
| ------------------------- | ------------------------- | ------------------------------- |
| Cadillac                  | Cadillac-sur-Garonne      | 12 septembre 2022 (Décret)      |
| La Teste                  | La Teste-de-Buch          | 8 juin 1994 (Décret)            |
| Civrac-de-Dordogne        | Civrac-sur-Dordogne       | 14 mars 1991 (Décret)           |
| Canéjean                  | Canéjan                   | 13 mai 1987 (Décret)            |
| Labrède                   | La Brède                  | 13 mai 1987 (Décret)            |
| Saint-Laurent-et-Benon    | Saint-Laurent-Médoc       | 30 mai 1986 (Décret)            |
| Lalande-de-Libourne       | Lalande-de-Pomerol        | 17 juillet 1984 (Décret)        |
| Lège                      | Lège-Cap-Ferret           | 10 mars 1981 (Décret)           |
| Camps                     | Camps-sur-l'Isle          | 31 décembre 1979 (Décret)       |
| Bernos                    | Bernos-Beaulac            | 28 février 1979 (Décret)        |
| Lalande-de-Libourne       | Lalande-de-Pomerol        | 13 décembre 1978 (Décret) ,     |
| Carignan                  | Carignan-de-Bordeaux      | 10 août 1978 (Décret)           |
| Bayon                     | Bayon-sur-Gironde         | 26 mai 1972 (Décret)            |
| Cussac                    | Cussac-Fort-Médoc         | 4 août 1971 (Décret)            |
| Landerrouet               | Landerrouet-sur-Ségur     | 29 août 1969 (Décret)           |
| Gironde                   | Gironde-sur-Dropt         | 9 février 1968 (Décret)         |
| Saint-Girons              | Saint-Girons-d'Aiguevives | 19 août 1961 (Décret)           |
| Blaye-et-Sainte-Luce      | Blaye                     | 19 juin 1961 (Décret)           |
| Castelmoron               | Castelmoron-d'Albret      | 8 juillet 1957 (Décret)         |
| Castelnau                 | Castelnau-de-Médoc        | 8 juillet 1957 (Décret)         |
| Castets                   | Castets-en-Dorthe         | 8 juillet 1957 (Décret)         |
| Castillon                 | Castillon-de-Castets      | 21 janvier 1956 (Décret)        |
| Civrac                    | Civrac-de-Blaye           | 21 janvier 1956 (Décret)        |
| Le Pian                   | Le Pian-Médoc             | 21 janvier 1956 (Décret)        |
| Le Pian                   | Le Pian-sur-Garonne       | 21 janvier 1956 (Décret)        |
| Saint-Caprais             | Saint-Caprais-de-Blaye    | 21 janvier 1956 (Décret)        |
| Saint-Christoly           | Saint-Christoly-de-Blaye  | 21 janvier 1956 (Décret)        |
| Saint-Genès               | Saint-Genès-de-Castillon  | 21 janvier 1956 (Décret)        |
| Saint-Martin              | Saint-Martin-Lacaussade   | 21 janvier 1956 (Décret)        |
| Saint-Michel              | Saint-Michel-de-Lapujade  | 21 janvier 1956 (Décret)        |
| Saint-Seurin              | Saint-Seurin-de-Bourg     | 21 janvier 1956 (Décret)        |
| Saint-Philippe-de-Seignac | Saint-Philippe-du-Seignal | 7 mai 1955 (Décret)             |
| Castillon-et-Capitourlan  | Castillon-la-Bataille     | 27 novembre 1953 (Décret)       |
| Vendays                   | Vendays-Montalivet        | 30 mars 1950 (Décret) ,         |
| Saint-Julien              | Saint-Julien-Beychevelle  | 1er avril 1939 (Décret)         |
| Martignas                 | Martignas-sur-Jalle       | 3 novembre 1938 (Décret)        |
| Illac                     | Saint-Jean-d'Illac        | 3 novembre 1938 (Décret)        |
| Moulis                    | Moulis-en-Médoc           | 11 mai 1937 (Décret)            |
| Cissac                    | Cissac-Médoc              | 21 mars 1936 (Décret)           |
| Lesparre                  | Lesparre-Médoc            | 21 mars 1936 (Décret)           |
| Gaillan                   | Gaillan-en-Médoc          | 27 décembre 1935 (Décret)       |
| Listrac                   | Listrac-Médoc             | 27 novembre 1932 (Décret)       |
| Clairac                   | Cleyrac                   | 2 février 1932 (Décret)         |
| Saint-Aubin               | Saint-Aubin-de-Médoc      | 2 février 1932 (Décret)         |
| Ludon                     | Ludon-Médoc               | 15 août 1931 (Décret)           |
| Lignan                    | Lignan-de-Bordeaux        | 6 juillet 1930 (Décret)         |
| Prignac                   | Prignac-en-Médoc          | 6 juillet 1930 (Décret)         |
| Saint-Aubin               | Saint-Aubin-de-Branne     | 18 août 1929 (Décret)           |
| Cours                     | Cours-de-Monségur         | 2 février 1927 (Décret)         |
| Artigues                  | Artigues-près-Bordeaux    | 15 décembre 1926 (Décret)       |
| Cadillac                  | Cadillac-en-Fronsadais    | 20 avril 1926 (Décret)          |
| Le Taillan                | Le Taillan-Médoc          | 22 novembre 1925 (Décret)       |
| Lestiac                   | Lestiac-sur-Garonne       | 24 juillet 1925 (Décret)        |
| Saint-Vivien              | Saint-Vivien-de-Médoc     | 17 juillet 1923 (Décret)        |
| Saint-Genès               | Saint-Genès-de-Blaye      | 1921                            |
| Saint-Magne               | Saint-Magne-de-Castillon  | 23 juillet 1919 (Décret)        |
| Tizac-de-Galgon           | Tizac-de-Lapouyade        | 23 juillet 1919 (Décret)        |
| Lignan                    | Lignan-de-Bazas           | 30 novembre 1918 (Décret)       |
| Saint-Caprais             | Saint-Caprais-de-Bordeaux | 1er août 1913 (Décret)          |
| Saint-Vivien              | Saint-Vivien-de-Monségur  | 1er août 1913 (Décret)          |
| Belvès                    | Belvès-de-Castillon       | 2 avril 1913 (Décret)           |
| Galgon-et-Queyrac         | Galgon                    | 30 janvier 1912 (Décret)        |
| Le Verdon                 | Le Verdon-sur-Mer         | 27 juillet 1911 (Décret)        |
| Saint-Vivien              | Saint-Vivien-de-Blaye     | 1910                            |
| Civrac                    | Civrac-en-Médoc           | 13 novembre 1908 (Décret)       |
| Saint-Georges-de-Montagne | Saint-Georges             | 3 novembre 1908 (Décret)        |
| Saint-Yzans               | Saint-Yzans-de-Médoc      | 16 juillet 1907 (Décret)        |
| Les Salles                | Les Salles-de-Castillon   | 6 août 1906 (Décret)            |
| Saint-Genès-de-Queuil     | Saint-Genès-de-Fronsac    | 2 décembre 1905 (Décret)        |
| Les Artigues              | Les Artigues-de-Lussac    | 18 juillet 1904 (Décret)        |
| Saint-Ciers-Lalande       | Saint-Ciers-sur-Gironde   | 3 novembre 1902 (Décret)        |
| La Lande-de-Cubzac        | La Lande-de-Fronsac       | 30 août 1901 (Décret)           |
| Ayguemorte                | Ayguemorte-les-Graves     | 8 août 1901 (Décret)            |
| Andernos                  | Andernos-les-Bains        | 13 décembre 1897 (Décret)       |
| Saint-Christoly           | Saint-Christoly-Médoc     | 20 juillet 1896 (Décret)        |
| Loupiac-de-Blaignac       | Loupiac-de-la-Réole       | 4 mai 1896 (Décret)             |
| Sauveterre                | Sauveterre-de-Guyenne     | 4 mars 1896 (Décret)            |
| Pessac-de-Gensac          | Pessac-sur-Dordogne       | 28 août 1893 (Décret)           |
| Saint-Michel-la-Rivière   | Saint-Michel-de-Fronsac   | 9 septembre 1892 (Décret)       |
| Soulac                    | Soulac-sur-Mer            | 12 novembre 1890 (Décret)       |
| Pujols                    | Pujols-sur-Ciron          | 18 août 1890 (Décret)           |
| Aubiac-et-Verdelais       | Verdelais                 | 18 août 1890 (Décret)           |
| Castres                   | Castres-Gironde           | 21 août 1888 (Décret)           |
| Cours                     | Cours-les-Bains           | 7 mars 1887 (Décret)            |
| Plèneselve                | Pleine-Selve              | 8 janvier 1887 (Décret)         |
| Fargues                   | Fargues-Saint-Hilaire     | 11 août 1886 (Décret)           |
| Cubzac                    | Cubzac-les-Ponts          | 22 décembre 1885 (Décret)       |
| Saint-Aubin               | Saint-Aubin-de-Blaye      | 22 décembre 1885 (Décret)       |
| Naujac                    | Naujac-sur-Mer            | 8 décembre 1884 (Décret)        |
| Saint-Romain              | Saint-Romain-la-Virvée    | 1817                            |
| Loupiac                   | Loupiac-de-Cadillac       | 15 mai 1816 (Ordonnance)        |
| Loupiac                   | Loupiac-de-Blaignac       | 15 mai 1816 (Ordonnance)        |
| Saint-Christoly-de-Canac  | Saint-Christoly           | 1792                            |
| Saint-Genès-de-Segonzac   | Saint-Genès               | 1792                            |

## Modifications de limites communales
Les modifications des limites communales décidées par arrêtés préfectoraux ne sont pas répertoriées dans le Journal officiel ni dans le Bulletin officiel.
| La commune de ...                            | ... cède du territoire à la commune de ...   | précisions                                                        | Date (et nature) de la décision |
| -------------------------------------------- | -------------------------------------------- | ----------------------------------------------------------------- | ------------------------------- |
| Artigues-près-Bordeaux                       | Floirac                                      | Superficie de 8 ha 38 a 22 ca                                     | 21 novembre 2007 (Décret)       |
| Lormont                                      | Cenon                                        | Superficie de 81 a 20 ca                                          | 25 janvier 1993 (Décret)        |
| La Teste                                     | Lège                                         | Presqu'île du Cap-Ferret 2 243 habitants Superficie de 18, 66 km² | 21 juin 1976 (Décret)           |
| La Réole                                     | Gironde                                      | 7 habitants                                                       | 25 février 1965 (Arrêté)        |
| Reignac                                      | Étauliers                                    | Villages de Guimberteau, Bois-Bourru, et Thomas-Laurent           | 18 juillet 1882 (Décret)        |
| Noaillan                                     | Villandraut                                  | Hameaux du Bout-du-Pont, du Credo, de Nauhons et de Guinche       | 1er mai 1869 (Décret)           |
| Lormont                                      | Bordeaux                                     |                                                                   | 18 mai 1864 (Loi) ,             |
| Floirac                                      | Bordeaux                                     |                                                                   | 18 mai 1864 (Loi) ,             |
| Bègles                                       | Bordeaux                                     |                                                                   | 18 mai 1864 (Loi) ,             |
| Le Bouscat                                   | Bordeaux                                     |                                                                   | 18 mai 1864 (Loi) ,             |
| Caudéran                                     | Bordeaux                                     |                                                                   | 18 mai 1864 (Loi) ,             |
| Talence                                      | Bordeaux                                     |                                                                   | 18 mai 1864 (Loi) ,             |
| Cenon                                        | Bordeaux                                     | Section de la Bastide                                             | 18 mai 1864 (Loi) ,             |
| Le Pian                                      | Saint-Macaire                                |                                                                   | 18 juin 1861 (Loi)              |
| Saint-Maixant                                | Saint-Macaire                                |                                                                   | 18 juin 1861 (Loi)              |
| Lucmau Callen (Département des Landes)       | Callen (Département des Landes) Lucmau       |                                                                   | 12 mai 1855 (Décret)            |
| Lugos Saugnac-Muret (Département des Landes) | Saugnac-Muret (Département des Landes) Lugos |                                                                   | 25 mai 1852 (Décret)            |
| Ordonnac                                     | Saint-Trélody                                |                                                                   | 1er juin 1850 (Loi)             |
| Castets                                      | Saint-Martin-de-Sescas                       | Territoire de l’île Saint-Martin                                  | 22 juillet 1847 (Loi)           |
| Saint-Trélody                                | Ordonnac                                     | Section de Potensac                                               | 4 juin 1845 (Loi)               |
| Saint-Pierre-d'Aurillac                      | Saint-Pardon                                 | Terrains de l'Île-Barreau                                         | 30 mars 1831 (Ordonnance)       |